# Athyrium × hohuanshanense
Athyrium × hohuanshanense là một loài dương xỉ trong họ Athyriaceae. Loài này được Yoshik. mô tả khoa học đầu tiên năm 1985.